# Paradisaea raggiana
La paradisea di Raggi (Paradisaea raggiana Sclater, 1873) è un uccello passeriforme della famiglia Paradisaeidae.

## Descrizione

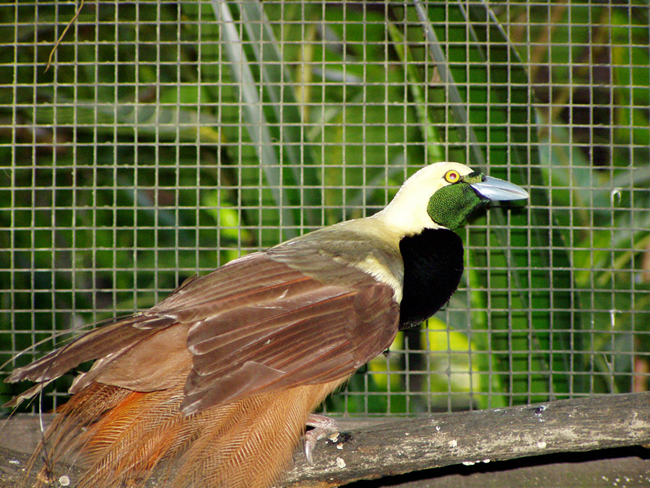
Maschio in cattività.

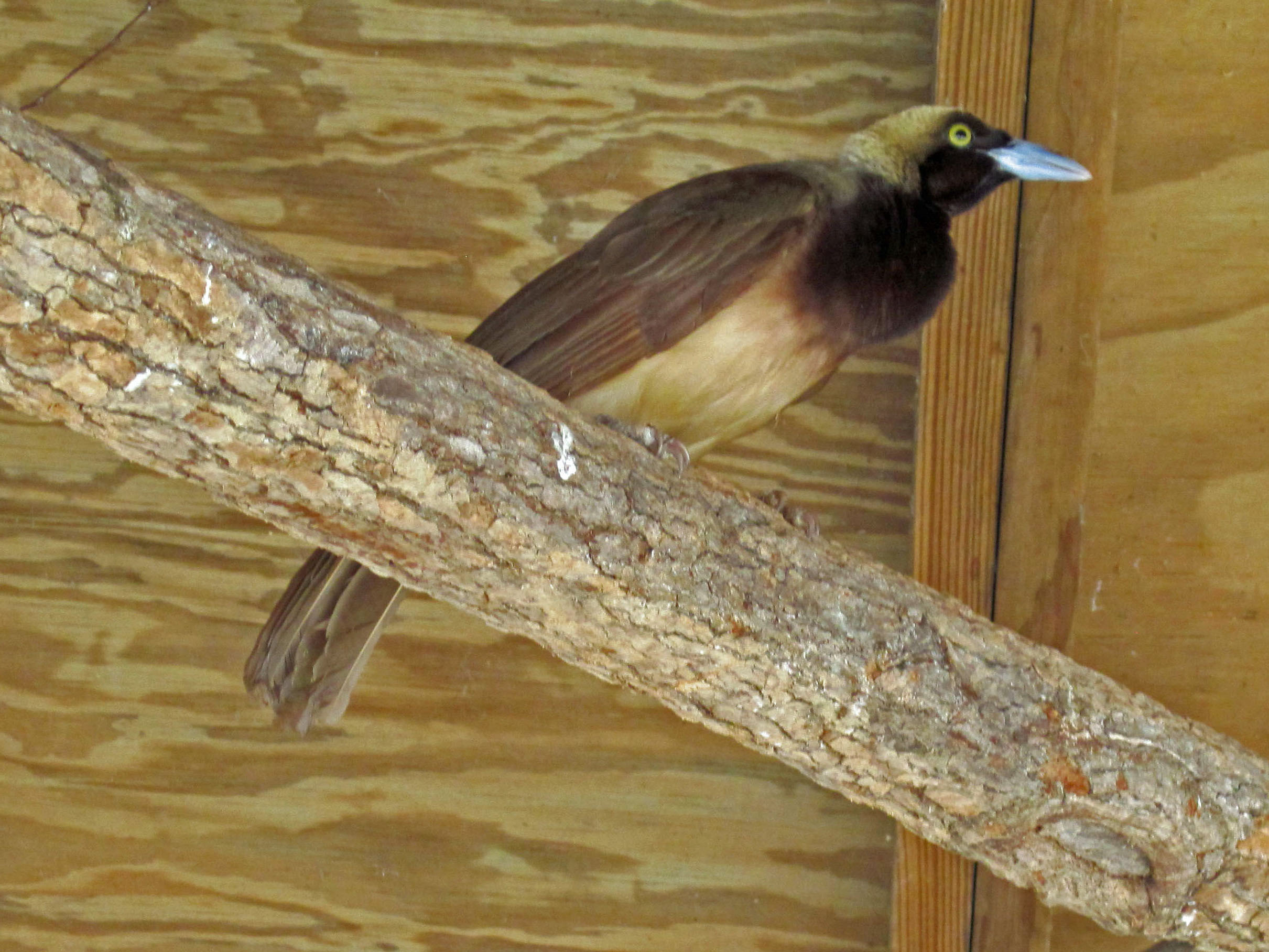
Femmina in cattività.

### Dimensioni
Misura 33-34 cm di lunghezza, per un peso di 133-300 g: i maschi, a parità d'età, pesano anche due volte e mezzo le femmine, anche in virtù della presenza delle lunghe penne di fianchi e coda, lunghe quanto il corpo.

### Aspetto
L'aspetto generale di questi uccelli è quello tipico delle paradisee propriamente dette, vagamente simile a quello del rigogolo.

Il dimorfismo sessuale è ben evidente anche in questa specie: le femmine, infatti, mostrano colorazione bruna su tutto il corpo, con tendenza a schiarirsi divenendo bianco-grigiastra su basso ventre e sottocoda, a scurirsi divenendo nerastra su faccia e petto, e ad assumere decise sfumature cannella sul ventre e giallo-oliva su calotta e nuca. I maschi, invece, pur mantenendo la colorazione bruna su ali, dorso (dove essa assume sfumature verde oliva), ventre (dove mantiene la tonalità è cannella) e coda, presentano testa, collo e groppa di colore giallo zolfo, gola e cerchio attorno al becco di colore verde smeraldo (molto più scuro in quest'ultima parte) e petto di colore nero: le penne dei fianchi sono estremamente allungate e vaporose e di colore rosso-arancio. Anche la coda presenta le due penne centrali molto allungate e filiformi, prerogativa dei maschi: ambedue i sessi presentano occhi gialli, becco di colore blu-acciaio e zampe di colore carnicino-grigiastro.

## Biologia

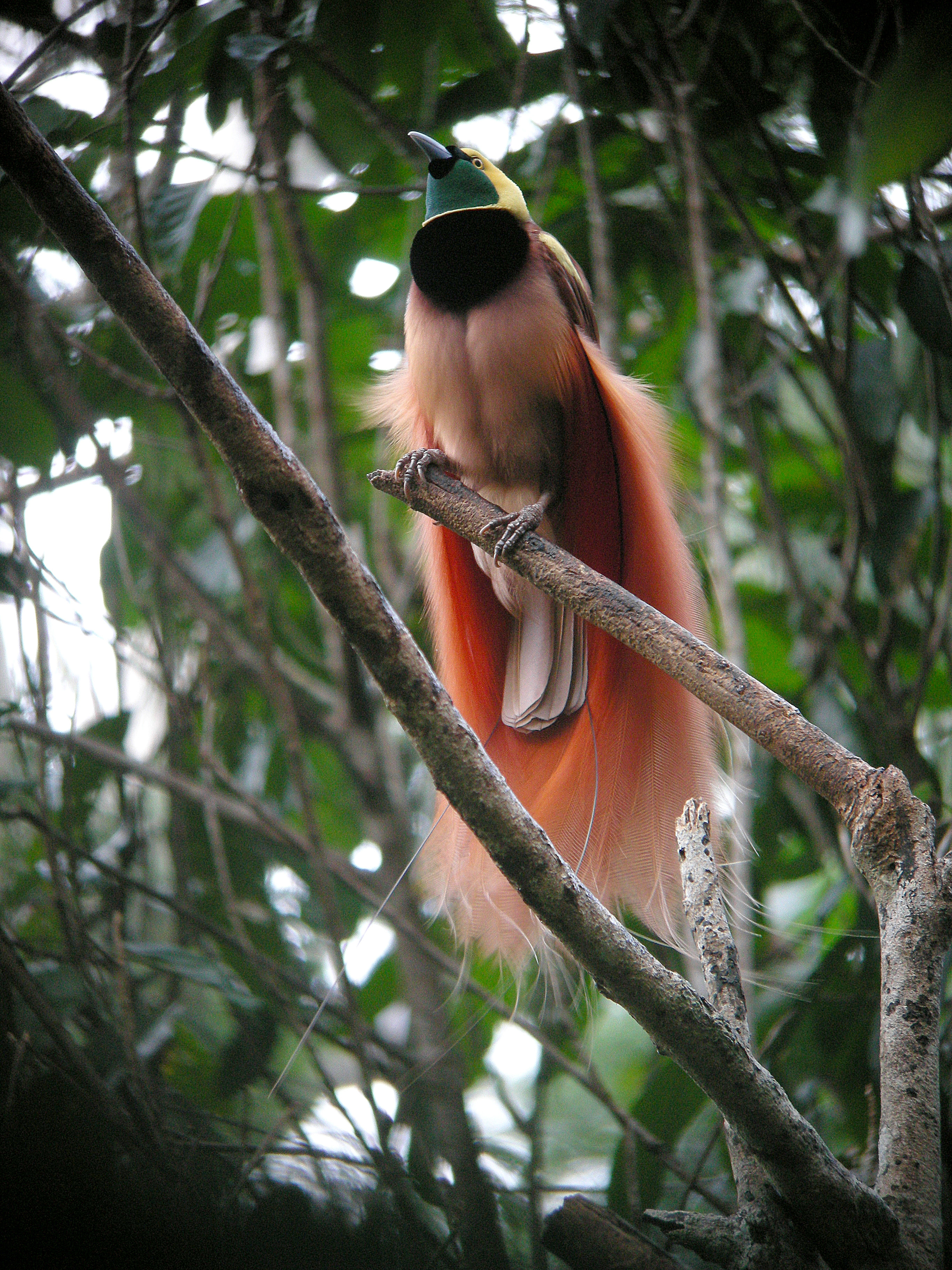
Maschio in natura.

Le paradisee di Raggi hanno abitudini diurne ed essenzialmente solitarie all'infuori del periodo riproduttivo: si tratta di schivi abitatori della canopia, pronti a rifugiarsi nel folto della vegetazione al minimo segnale di pericolo.

### Alimentazione

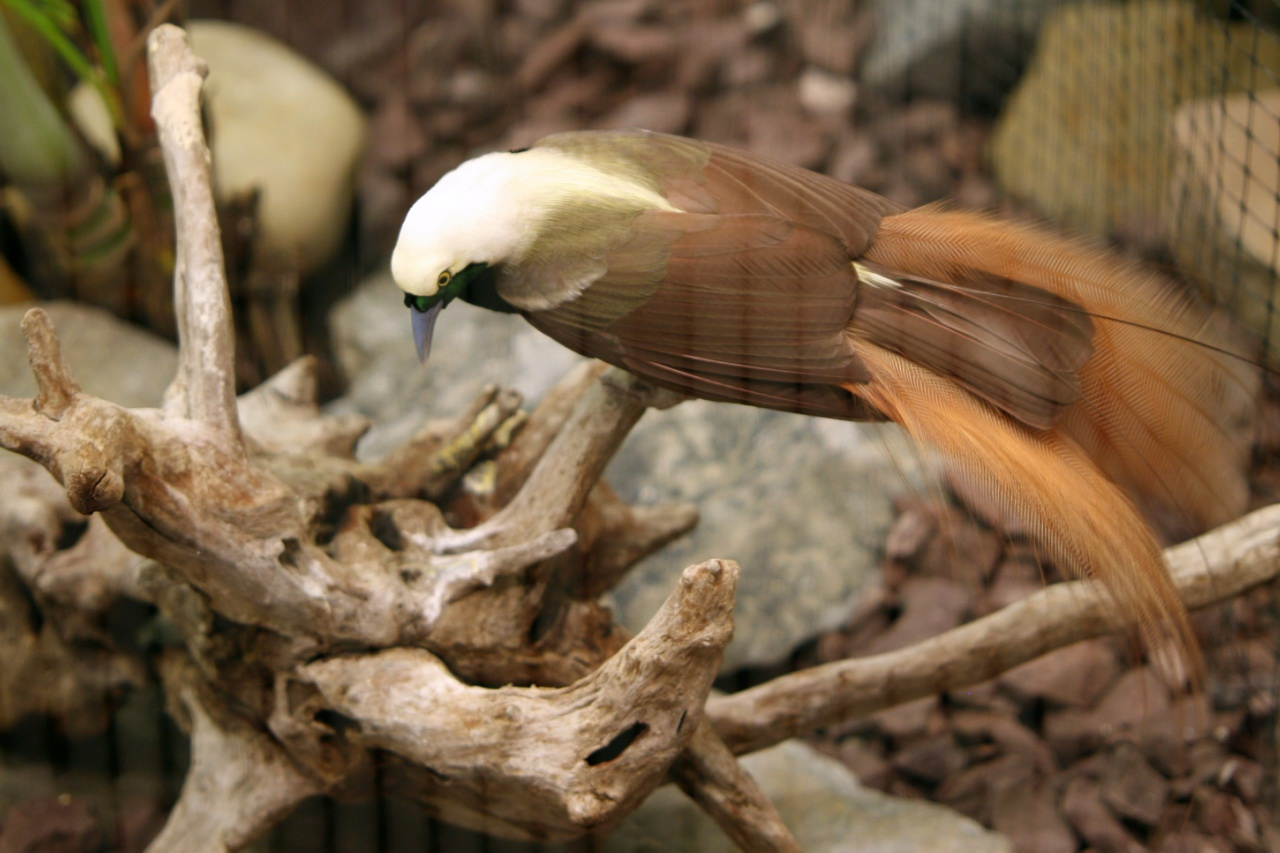
Maschio in cattività.

Questi uccelli si nutrono perlopiù di frutta (principalmente fichi e frutti a capsule): non disdegnano però di integrare la propria dieta con insetti e altri piccoli invertebrati.

### Riproduzione

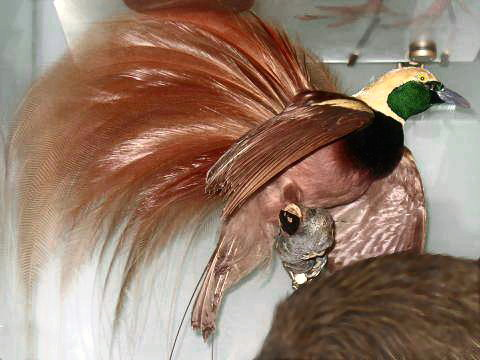
Maschio impagliato in posizione di corteggiamento - AMNH.

La stagione riproduttiva va da aprile a dicembre: la specie è poligina coi maschi che si esibiscono in lek semipermanenti allo scopo di conquistare il maggior numero di femmine possibile.
I maschi si riuniscono su uno o più grossi alberi vicini in un'area di 30-100 m², dove ripuliscono con cura da foglie e asperità dei posatoi che poi continueranno ad occupare negli anni: dopo aver richiamato le femmine con appositi versi, al sopraggiungere di una o più di esse si esibiscono tenendo le ali aperte, saltellando ritmicamente su e giù per il proprio posatoio e chinandosi in avanti a intervalli regolari con le penne di fianchi e coda tenute ben erette.
Dopo l'accoppiamento, le femmine si allontanano dai maschi, che continuano ad esibirsi: esse si occupano da sole della costruzione del nido (una costruzione a coppa situata alla biforcazione di un ramo a 2-11 m dal suolo e costruita intrecciando rametti e fibre vegetali, foderando l'interno con materiale fibroso), della cova delle 1-2 uova rosate (che dura circa 18 giorni) e delle cure parentali verso i pulli, che per i primi 5 giorni dopo la schiusa vengono imbeccati prevalentemente con cibo di origine animale, per poi passare gradualmente a un'alimentazione maggiormente frugivora, involandosi attorno ai 20 giorni dalla schiusa..

## Distribuzione e habitat
Paradisaea raggiana
     Paradisaea apoda

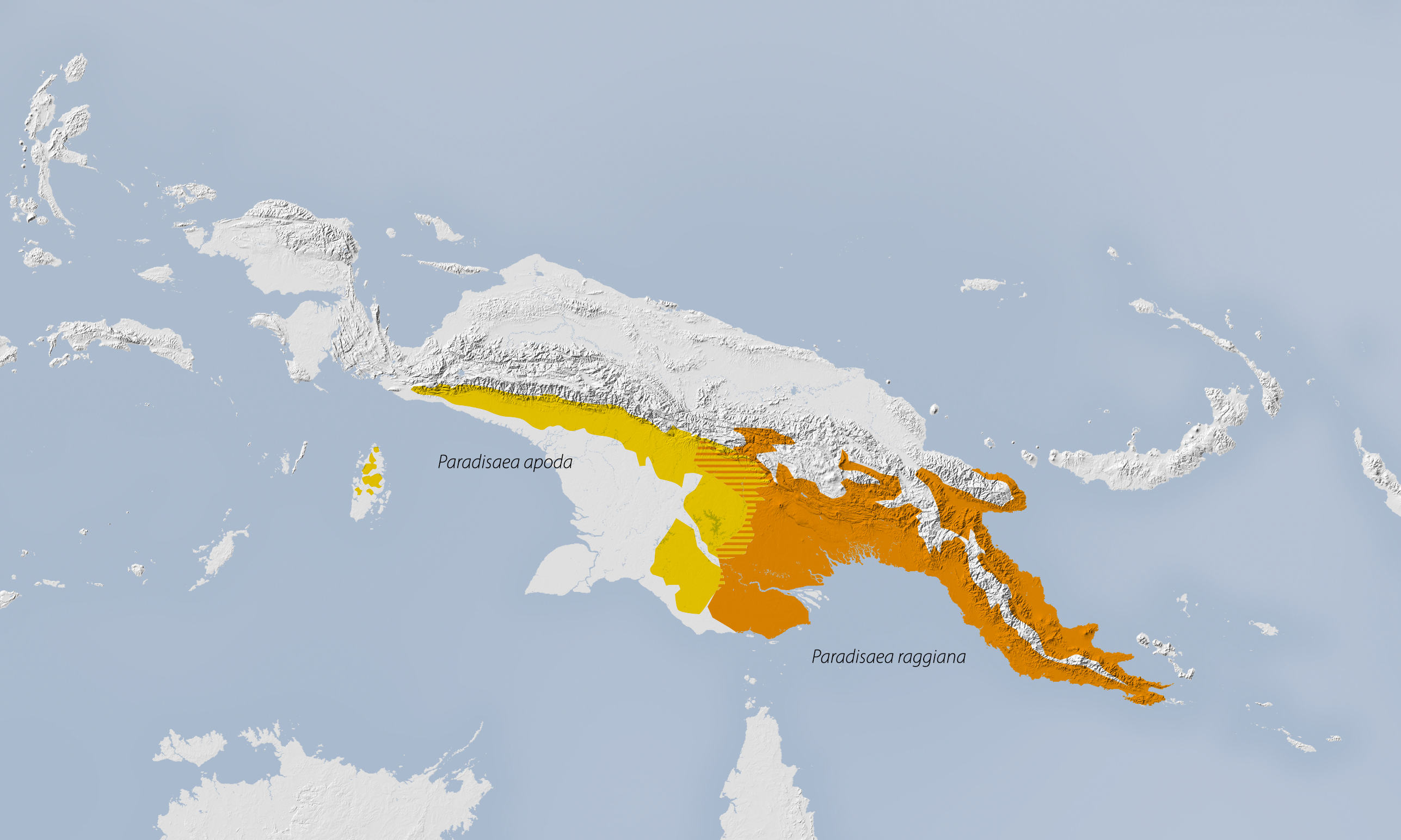
Paradisaea raggiana
Paradisaea apoda

La paradisea di Raggi è endemica della Nuova Guinea: questo uccello abita la fascia costiera di tutta la porzione orientale dell'isola, dallo spartiacque orientale del Fly River attraverso la penisola di Papua, a nord fino alla penisola di Huon e all'area di Madang.
L'habitat di questi uccelli è rappresentato dalle aree di foresta pluviale primaria e secondaria, comprendendo anche le piantagioni, i giardini e i parchi pubblici ben alberati, con preferenza per le aree pianeggianti o di media collina, sebbene essi possano essere osservati fino a oltre 1500 m di quota.

## Tassonomia
Se ne riconoscono quattro sottospecie:
- Paradisaea raggiana raggiana, la sottospecie nominale, diffusa nella parte meridionale dell'areale occupato dalla specie, fino alla punta meridionale della penisola di Papua;
- Paradisaea raggiana augustaevictoriae Cabanis, 1888, diffusa nel nord dell'areale occupato dalla specie a sud fino al distretto di Sohe;
- Paradisaea raggiana intermedia De Vis, 1894, diffusa nel centro-sud della provincia di Oro;
- Paradisaea raggiana granti North, 1906, dell'entroterra della penisola di Huon;

Una quinta sottospecie, P. r. salvadorii Mayr & Rand, 1935 dell'area del Fly River, viene considerata un sinonimo della sottospecie nominale.

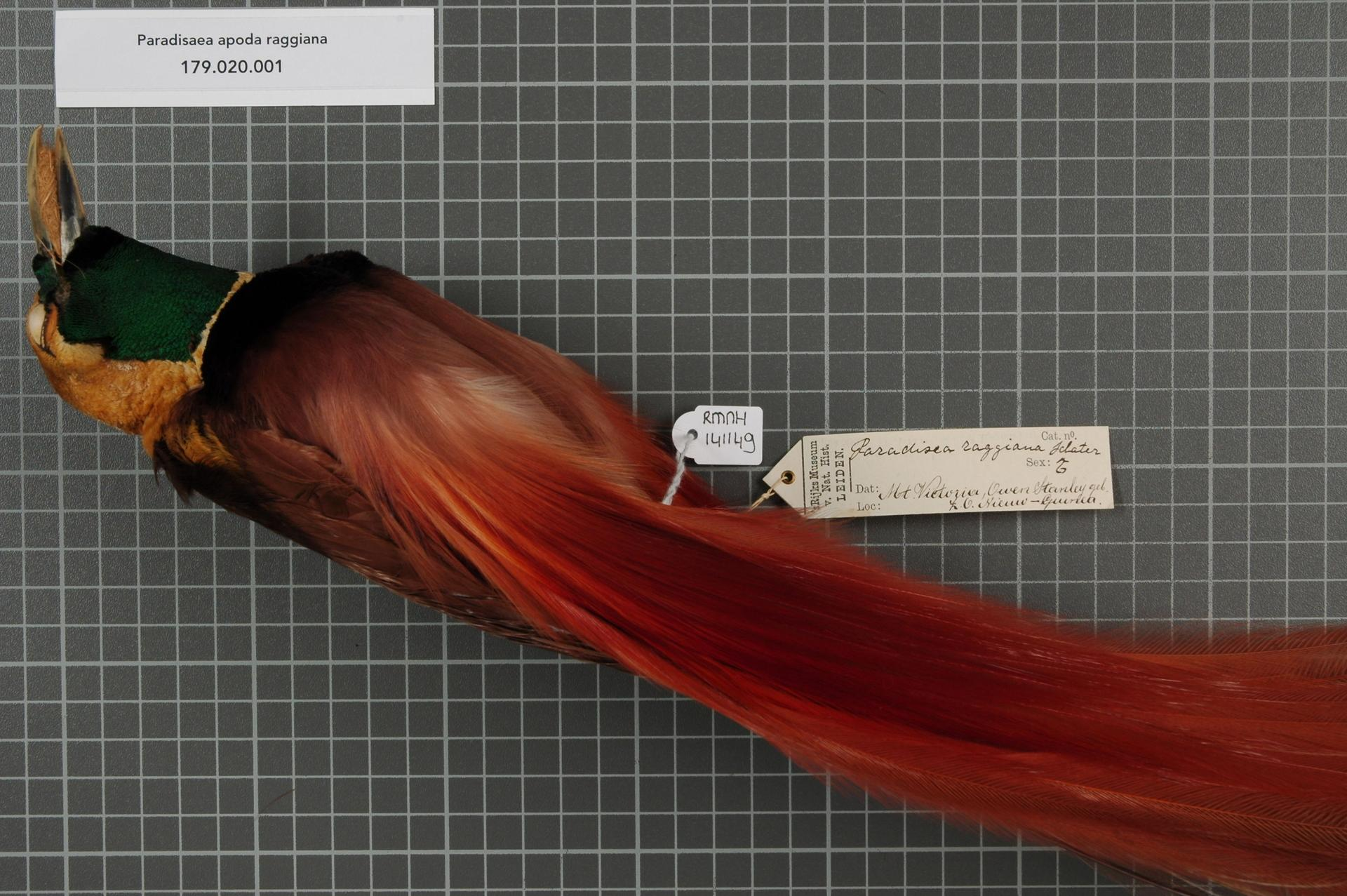
Maschio impagliato della sottospecie nominale.
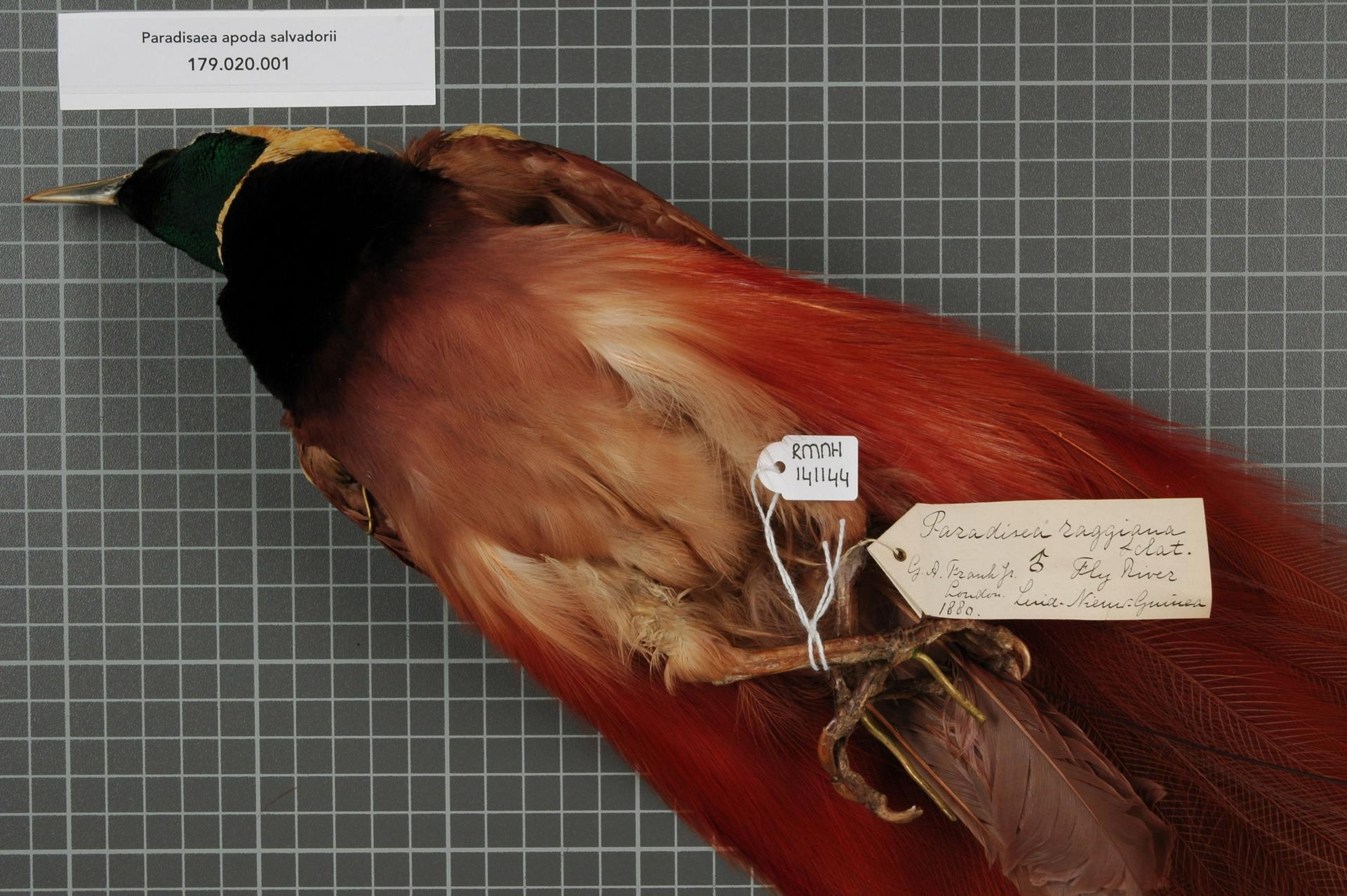
Maschio impagliato della presunta sottospecie salvadorii.
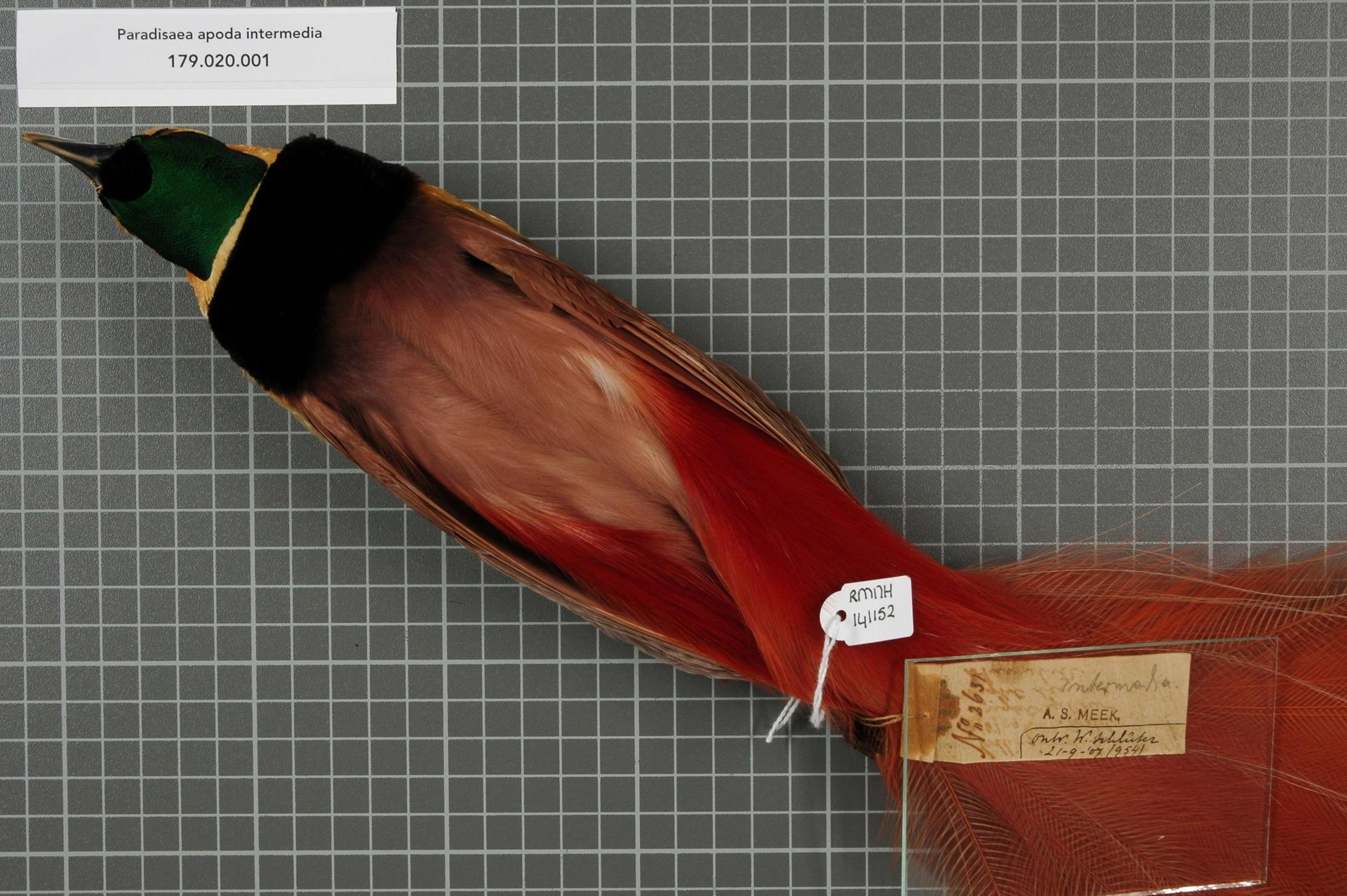
Maschio impagliato della sottospecie intermedia.
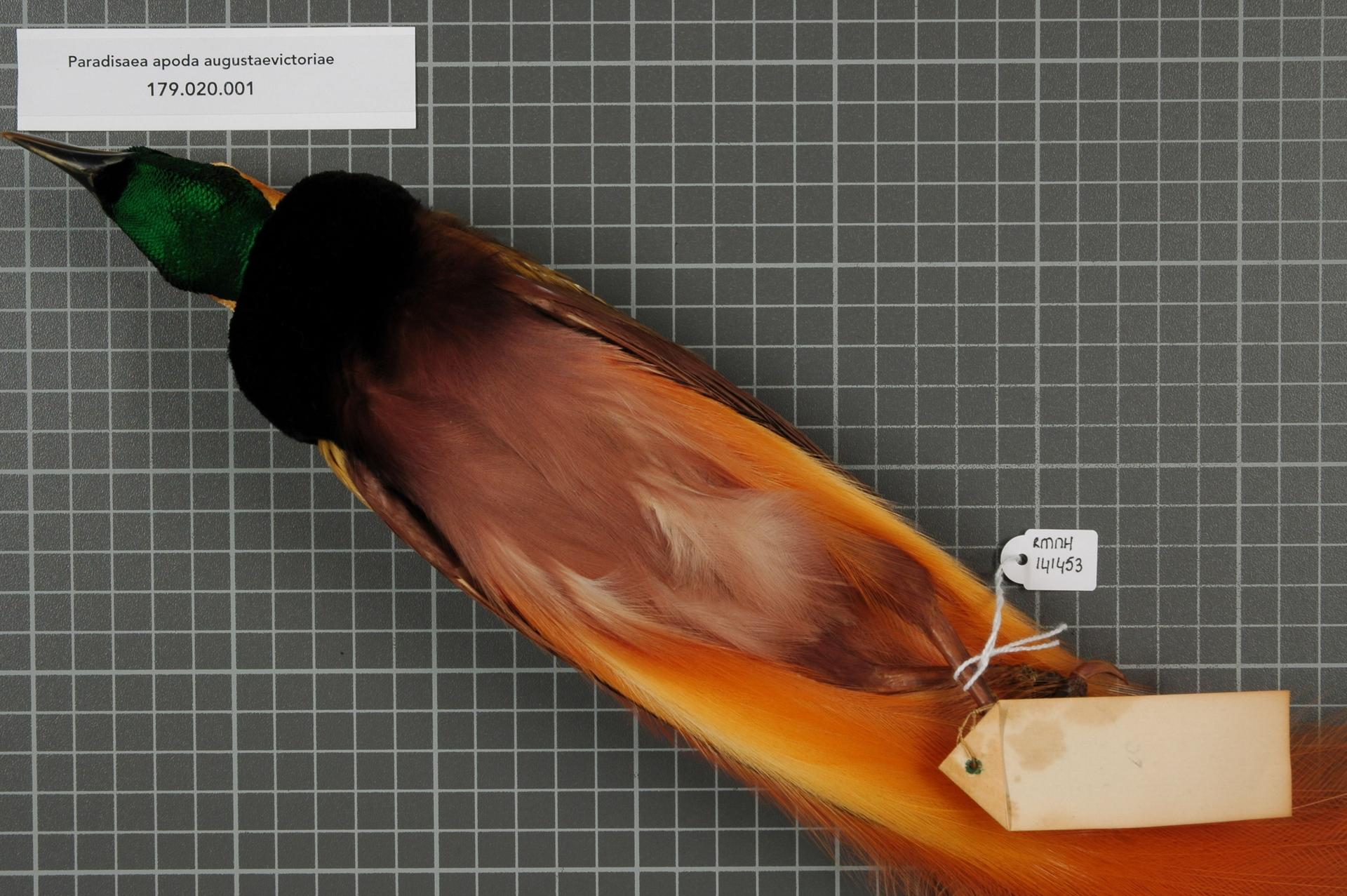
Maschio impagliato della sottospecie augustaevictoriae.

Le varie sottospecie differiscono fra loro per l'intensità del colore delle penne dei fianchi, che segue un gradiente crescente da nord verso sud: la sottospecie augustaevictoriae, infatti, possiede fianchi di color albicocca, mentre la sottospecie nominale possiede penne dei fianchi di colore rosso carminio.
La paradisea di Raggi si ibrida con facilità con altre specie di paradisea laddove i rispettivi areali si vanno a sovrapporre: ne è nota infatti l'ibridazione con la paradisea maggiore (ibrido classificato col nome di Paradisaea apoda luptoni Lowe, 1923), paradisea dell'Arciduca Rodolfo (ibrido classificato come Paradisaea bloodi Iredale, 1948), paradisea minore (ibridi classificati come Paradisaea gilliardi e come Paradisaea mixta Rothschild, 1921), paradisea dell'Imperatore Guglielmo (ibrido classificato come Paradisaea maria Reichenow, 1894). Anche le sottospecie intermedia e augustaevictoriae si ibridano con frequenza nel basso corso del fiume Mambare.
Il nome scientifico di questi uccelli, dal quale deriva anche il loro nome comune, venne scelto (su espressa richiesta di d'Albertis) in omaggio all'esploratore e naturalista genovese Francesco Marchese Raggi, particolarmente attivo in Nuova Guinea.

## Rapporti con l'uomo
La paradisea di Raggi è molto comune in Papua Nuova Guinea, dove questi uccelli sono noti col nome di kumul e rappresentano l'animale simbolo del Paese: una sagoma dorata di un esemplare di questa specie è raffigurata nella porzione destra della bandiera di Stato, e col nome di kumuls sono conosciuti anche i nazionali di rugby della Nuova Guinea.